# Liste der Biografien/Ge
Liste der Biografien |
Portal Biografien |
Personensuche
# |
A |
B |
C |
D |
E |
F |
G |
H |
I |
J |
K |
L |
M |
N |
O |
P |
Q |
R |
S |
T |
U |
V |
W |
X |
Y |
Z |
?
 
Ga |
Gb |
Gc |
Gd |
Ge |
Gf |
Gh |
Gi |
Gj |
Gk |
Gl |
Gm |
Gn |
Go |
Gp |
Gq |
Gr |
Gs |
Gu |
Gv |
Gw |
Gy |
Gz
 
Gea |
Geb |
Gec |
Ged |
Gee |
Gef |
Geg |
Geh |
Gei |
Gej |
Gek |
Gel |
Gem |
Gen |
Geo |
Gep |
Ger |
Ges |
Get |
Geu |
Gev |
Gew |
Gex |
Gey |
Gez
Die Liste der Biografien führt alle Personen auf, die in der deutschsprachigen Wikipedia einen Artikel haben. Dieses ist eine Teilliste mit 9 Einträgen von Personen, deren Namen mit den Buchstaben „Ge“ beginnt.

## Ge
- Ge Chutong (* 2003), chinesische Schwimmerin
- Ge, Cheng (* 1973), chinesischer Badmintonspieler
- Ge, Fei (* 1975), chinesische Badmintonspielerin
- Ge, Hong, chinesischer Daoist, Alchemist und Unsterblichkeitssucher
- Ge, Manqi (* 1997), chinesische Sprinterin
- Ge, Misha (* 1991), usbekischer Eiskunstläufer
- Ge, Nikolai Nikolajewitsch (1831–1894), russischer Maler
- Ge, Xinai (* 1953), chinesische Tischtennisspielerin
- Ge, Yongxi (* 1974), chinesischer Rechtsanwalt